# Битка код Датина

Битка за Датин (арап. داثن) била је мања битка током Арапско-Византијских ратова између Рашидунског калифата и Византијског царства у фебруару 634. год, али је постала веома позната у литератури оног доба.Битка је завршена Византијским поразом.

## Битка
Битка је уследила након низа арапских похода око Газе. Византијски командант (дукс и кандидатус) Сергије окупио је мали одред војника (због недостатка трупа) и и предводио ту омању коњичку формацију војске из своје базе у Цезареји до положаја на око 125 километара јужно до подручја у близине Газе. Одатле је наставио ка арапској противничкој сили која је била бројчано супериорнија и којом је командовао 'Амр ибн ел-Ас. The opposing forces met at the village of Dathin on February 4, not far from Gaza. Противничке снаге су се суочиле у селу Датин 4. фебруара, недалеко од Газе. Византинци су поражени, а кандидатус Сергије је убијен, заједно са још око 300 војника.
Према једном од извора приближно из тог доба (Доктрина Јакобер нупти баптизати), муслиманску победу славили су локални јевреји, јер су према неким наводима били прогоњена мањина у Римском црству.